# Styxosaurus
Styxosaurus – rodzaj drapieżnego, morskiego gada, plezjozaura z rodziny elasmozaurów (Elasmozauridae). Jego szczątki datuje się na późną kredę (Kampan). Nazwa „Styxosaurus” pochodzi od dwóch greckich słów: Styks (Στυξ) i sauros (jaszczur).
Ten plezjozaur osiągał prawdopodobnie 11 metrów długości (36 stóp), podobnie jak inne elasmozauroidy. Miał także długą szyję i ostre zęby (mogące przytrzymać śliską ofiarę np. rybę). Liczba kręgów u tego plezjozaura dochodziła nawet do 75. 
Występował w okresie późnej kredy, na terenie Ameryki Północnej (Kansas i Dakota Południowa). Najprawdopodobniej odżywiał się rybami; polował na nie z zasadzki, wbijając się w ich ławice, a następnie schwytane ofiary połykał (zwierzę rzekomo nie mogło gryźć i odrywać kawałków mięsa). National Geographic sugeruje, że Styxosaurus mógł konkurować z rekinami Cretoxyrhina. Blisko skamielin plezjozaurów znajdywano gastrolity i szczątki ryb. 

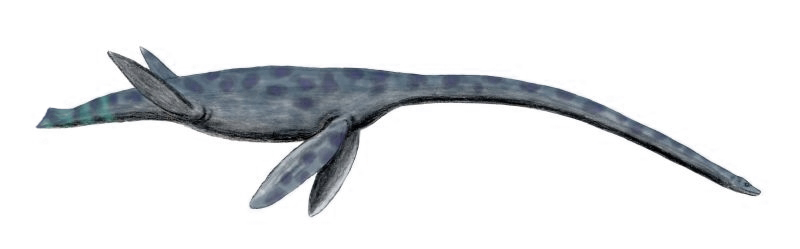
rekonstrukcja artystyczna

Styxosaurus dzielił swe środowisko z mozazaurami (Mosasauroidae), rekinami i rybami kostnoszkieletowymi (Xiphactinus i Gillicus). W kampanie poza rybami i innymi gadami morskimi zaczęły pojawiać się wodne ślimaki (Gastropoda, gatunki: Cidarina beta, Mataxa arida, Bulbificopsis garza).
Zagrożeniem dla styksozaura były mozazaury i rekiny (rodzaje Cretoxyrhina i Cardabiodon). Rekiny mogły polować na osobniki juwenalne, natomiast mozazaury mogły polować na nawet dorosłe. 
Gatunek S. snowii naukowo opisał Samuel Wendell Williston w 1890, nadając mu nazwy Cimoliasaurus snowii, Elasmosaurus snowii. Holotyp składał się z czaszki i 20 kręgów, przy okazji czaszka była zachowana w bardzo dobrym stanie. Wcześniej odkryto dwa inne plezjozaury: Elasmosaurus platyurus oraz Mauisaurus haasti. „Styksozaura” odkryto później, jednak w przeciwieństwie do dwóch poprzednich  elasmozaurów jego szczątki, a w szczególności czaszka były zachowane w znakomitym stanie, w przypadku holotypu Mauisaurus haasti – ten jej w ogóle nie posiadał. Drugi gatunek – S. browni, opisał Samuel Paul Welles, następnie autor wykreował nowy rodzaj „Styxosaurus” w 1943 roku (datę wykreowania rodzaju niekiedy datuje się na rok 1949). 
W Dakocie Południowej odnaleziono okaz z 1945 roku, który został początkowo nazwany Aldasaurus pembertoni, obecnie wiadomo, że to synonim gatunku S. snowii. Kiedy uznano go za S. snowii, mianowano go za najbardziej kompletny szkielet rodzaju Styxosaurus. Z okazem znaleziono także 253 gastrolitów, które najprawdopodobniej zostały połknięte przez ten okaz za życia. Obecnie szkielet znajduje się w Muzeum w Kansas.
Okazuje się, że najbliższym krewnym gatunku S. snowii jest plezjozaur z Angoli – Cardicorax (takson siostrzany). Poniżej umieszczono kladogram z 2014 roku przedstawiający pozycję systematyczną Cardicorax, ale także Styxosaurus:
|  | Cardiocorax |
|  |             |
|  | Styxosaurus |
|  |             |

|  | Hydrotherosaurus         |
|  |                          |
|  | Elasmosaurus, Libonectes |
|  |                          |

|  | Cardiocorax |
|  |             |
|  | Styxosaurus |
|  |             |

|  | Hydrotherosaurus         |
|  |                          |
|  | Elasmosaurus, Libonectes |
|  |                          |

|  | Cardiocorax |
|  |             |
|  | Styxosaurus |
|  |             |

|  | Hydrotherosaurus         |
|  |                          |
|  | Elasmosaurus, Libonectes |
|  |                          |

|  | Cardiocorax |
|  |             |
|  | Styxosaurus |
|  |             |

|  | Hydrotherosaurus         |
|  |                          |
|  | Elasmosaurus, Libonectes |
|  |                          |

|  | Cardiocorax |
|  |             |
|  | Styxosaurus |
|  |             |

|  | Hydrotherosaurus         |
|  |                          |
|  | Elasmosaurus, Libonectes |
|  |                          |

|  | Cardiocorax |
|  |             |
|  | Styxosaurus |
|  |             |

|  | Hydrotherosaurus         |
|  |                          |
|  | Elasmosaurus, Libonectes |
|  |                          |

|  | Cardiocorax |
|  |             |
|  | Styxosaurus |
|  |             |

|  | Hydrotherosaurus         |
|  |                          |
|  | Elasmosaurus, Libonectes |
|  |                          |

|  | Cardiocorax |
|  |             |
|  | Styxosaurus |
|  |             |

|  | Hydrotherosaurus         |
|  |                          |
|  | Elasmosaurus, Libonectes |
|  |                          |